# Tribunale Vivente
Il Tribunale Vivente (Living Tribunal) è un personaggio dei fumetti creato da Stan Lee (testi), Marie Severin (disegni) e Herb Trimpe (chine) pubblicato dalla Marvel Comics. La sua prima apparizione è in Strange Tales (prima serie) n. 157 (giugno 1967).

## Biografia del personaggio
Il Tribunale Vivente è un'entità virtualmente onnipotente incaricata dal Supremo di controllare e mantenere l'equilibrio tra le diverse realtà che costituiscono il multiverso Marvel, dall'universo principale (Terra-616) a tutte le altre realtà alternative.
Il Tribunale Vivente appare solo quando strettamente necessario, ad esempio quando deve giudicare la Terra per qualche motivo, deve controllare le azioni di altre entità cosmiche o deve agire come arbitro su questioni che riguardano un intero universo.
Quando Thanos riunì le Gemme dell'Infinito, minacciando l'esistenza, Eternità chiese al Tribunale Vivente di esercitare il suo potere per fermarlo, ma il Tribunale sapeva che Thanos si sarebbe sconfitto da solo e non intervenne. Dopo la sconfitta di Thanos, Adam Warlock ottenne il Guanto dell'Infinito. Il Tribunale sentenziò che le gemme dovessero essere custodite da sei persone diverse e che non potessero più essere usate insieme. Quando Eternità chiese di annullare la sentenza per fermare il Magus, che aveva rubato le gemme a sua insaputa, il Tribunale accettò. Dopo la definitiva sconfitta del Magus il verdetto fu nuovamente cambiato, forse per l'ultima volta. Quando la Terra dell'universo noto come New Universe fu trasportata nel nostro, il Tribunale Vivente sentenziò che il pianeta non fosse più spostato, ma eresse anche una barriera intorno ad esso per impedire interferenze. Il primo incontro noto del Tribunale Vivente con un essere della terra-616 fu con lo stregone supremo della terra Dottor Strange, ma successivamente incontrò anche altri esseri terrestri.
Iron Man e Uatu l'Osservatore successivamente trovano quello che sembra essere il cadavere avvizzito del Tribunale Vivente sulla Luna, senza alcun segno di chi abbia ucciso l'entità. Successivamente si scoprì che fu ucciso da una banda di Arcani. In seguito, il Supremo designerà l'Adam Warlock di un universo alternativo come il nuovo Tribunale Vivente.

## Poteri e abilità
I poteri del Tribunale Vivente sono illimitati e la sua autorità è seconda solo a quella del Supremo e dell'Arcano, unici esseri in tutto l'Universo a lui superiori. Il Tribunale Vivente è un essere onnipotente, onnipresente, onnisciente e il suo potere è addirittura superiore a quello del Guanto dell'Infinito, tanto che se avesse voluto avrebbe potuto annullare all'unisono le sei gemme dell'infinito, impresa pressoché impossibile per le altre entità cosmiche. Gli unici che sono stati in grado di sconfiggerlo sono stati Thanos, che per farlo ha utilizzato l'oggetto chiamato "Cuore dell'Universo" (anche se probabilmente il Tribunale da lui sconfitto era solo un debole avatar del vero Tribunale Vivente), e una banda di Arcani sulla luna.
Caratteristica fondamentale del personaggio è che tutti gli aspetti del Tribunale devono essere d'accordo per emettere una sentenza.
Il Tribunale Vivente è l'unico personaggio di cui Mefisto abbia veramente paura.

## Aspetto
Il Tribunale Vivente si presenta con un aspetto simile ad un robot umanoide ed ha tre volti, di cui solo uno completamente visibile, uno parzialmente scoperto ed uno celato da un velo. I tre volti rappresentano rispettivamente: Equità, Vendetta e Necessità.
I tre volti vennero paragonati alla natura di varie razze, sviluppi evolutivi o forze cosmiche dualistiche, che siano bilanciate da un qualche fattore. Eternità e Mastro Ordine sono stati accostati alla Necessità, Morte e Lord Caos alla Vendetta e Galactus e In-Betweener a Equità.
Il quarto lato della testa del Tribunale Vivente è vuoto. Il personaggio affermò una volta che nel quarto lato della testa vuoto "avrebbe dovuto esserci il volto dello Straniero".
Il Tribunale Vivente rivelò il volto in precedenza completamente coperto di Necessità a She-Hulk come un riflesso del volto di lei, affermando che quel volto è «uno Specchio Cosmico che ci ricorda sempre di giudicare gli altri come vorremmo essere giudicati noi stessi».